# Excremis
Excremis is een geslacht uit de familie Hemerocallidoideae. De soort komt voor in Zuid-Amerika. Het geslacht telt slechts een soort: Excremis coarctata.